# Parvipsitta
Parvipsitta — рід папугоподібних птахів родини Psittaculidae. Представники цього роду є ендеміками Австралії . Раніше їх відносили до роду лорікет-нектароїд (Glossopsitta), однак за результатами дослідження вони були переведені до відновленого роду Parvipsitta.

## Види
Виділяють два види:
- Лорікет-нектароїд блакитноволий (Parvipsitta porphyrocephala)
- Лорікет-нектароїд малий (Parvipsitta pusilla)

## Етимологія
Наукова назва роду Parvipsitta походить від сполучення слів лат. parvus — малий і psitta — папуга.